# Tomek Tryzna
Tomek (Tomasz) Tryzna (Ostroszowice (gemeente Dzierżoniów), 15 maart 1948) is een Pools schrijver, filmregisseur en scenarioschrijver.
Tryzna groeide op in Świdnica. Zijn bekendste werk, het boek Panna Nikt (1994) werd een van de bestverkochte Poolse literaire boeken van het decennium en werd vertaald in 14 talen, waaronder het Nederlands (Meisje Niemand). Het is een geheimzinnige roman over liefde en jaloezie tussen meisjes van vijftien. In 1996 maakte Andrzej Wajda een verfilming van het boek, onder de Poolse titel.
- Bibsys: 97038544
- Bibliothèque nationale de France: cb12549502c (data)
- Gemeinsame Normdatei: 115526625
- International Standard Name Identifier: 0000 0000 5629 3712
- Library of Congress Control Number: n96073702
- Nationale Bibliotheek van Tsjechië: mzk2007385886
- Nationale Bibliotheek van Polen: a0000002335248
- Nederlandse Thesaurus van Auteursnamen: 147856531
- Réseau des bibliothèques de Suisse occidentale: 02-A003912786
- Système universitaire de documentation: 034776346
- Virtual International Authority File: 61661129
- WorldCat: E39PBJh8MB3pftcXBTMXx8gdwC